# Stadsgehoorzaal Kampen
De Stadsgehoorzaal is een stadsschouwburg in de Nederlandse plaats Kampen en het belangrijkste toneelpodium van de stad. Het gebouw aan de Burgwal, stadsgracht de Burgel en Nieuwe Markt werd geopend voor het publiek in 1891 en is ontworpen door architect Vidal de St. Germain.

## Exposities
In de theatergangen van de Stadsgehoorzaal hangen steeds wisselende exposities die tijdens de openingstijden en op voorstellingsavonden zijn te bezichtigen.

## Trouwlocatie
De Stadsgehoorzaal is een van de door de gemeente Kampen aangewezen trouwlocaties.

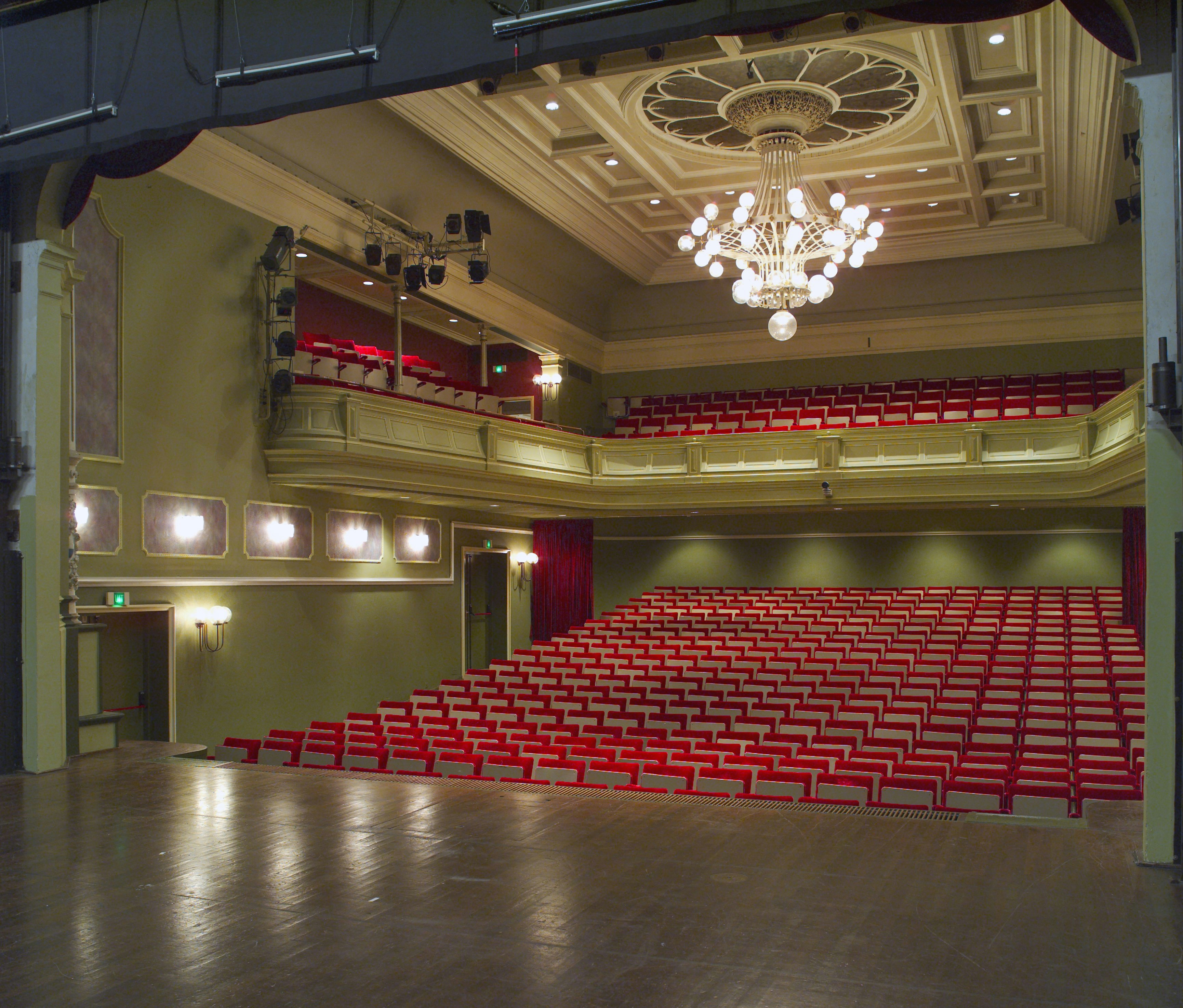
De toneelzaal